# Кузнецов, Пётр Саввич
Пётр Са́ввич Кузнецо́в (20 января (1 февраля) 1899, Берестово-Богодуховский рудник возле Макеевки, Область войска Донского, ныне Донецкая область — 21 марта 1968, Москва) — советский лингвист, профессор (1948); один из основателей Московской фонологической школы. Специалист в области фонологии, морфологии, типологии, истории русского языка, диалектологии, африканистики.

## Биография
Обстоятельства рождения Кузнецова не вполне ясны, и его коллега А. А. Реформатский в биографическом очерке называет их даже «весьма загадочными». По воспоминаниям самого Кузнецова, он родился «в руднике на Богодуховской балке Усть-Хопёрского округа области войска Донского». Однако Богодуховская балка — незаселённая местность (зелёная зона) между Макеевкой и Донецком. Ранее там действительно были рудники, но относилась она к Таганрогскому округу, а не Хопёрскому. Согласно метрической записи о крещении в «Успенской церкви при Богодуховской балке», родителями были солдат села Старой Тойды 2-й (Бобровский уезд) Савва Феодосиев Кузнецов и его жена Евдокия Фёдорова, восприемниками — мещанин Рыльска И. М. Решетов и крестьянка села Петровского (Изюмский уезд) Е. П. Мотина.
Своих настоящих родителей Кузнецов не знал. Из рассказов приёмной матери он заключил, что был внебрачным ребёнком больничной сиделки от врача, в то время как её муж служил в армии. Этот врач передал Петра в возрасте 9 месяцев на воспитание в Харьков в бездетную семью своего друга, адвоката Владимира Семёновича Дубенского. Когда Кузнецову было 4 года, Дубенский умер, и мальчика воспитывала приёмная мать, учительница Матильда Исидоровна Дубенская. В 1906 году они переехали в Москву, где жили в одной квартире с подругой Матильды Исидоровны, Верой Яковлевной Колмогоровой, и усыновлённом ею родным племянником Андреем — будущим академиком-математиком А. Н. Колмогоровым. Кузнецов и Колмогоров остались друзьями на всю жизнь.
В 1918 году окончил гимназию Е. А. Репман. Поступил на историческое отделение Московского университета, через год был призван в Красную армию, откуда вернулся в 1923 году. Поступил в ВЛХИ, но вскоре ушёл, учился в Институте слова и слушал лекции в 1-м МГУ, но Институт слова закрыли, и в 1928 году Кузнецов экстерном сдал экзамены в 1-м МГУ. Под руководством Д. Н. Ушакова написал диплом по исторической фонетике ростово-суздальских диалектов. Поступил в аспирантуру РАНИОН вместе с И. А. Виноградовым, но в начале 1930 года РАНИОН расформировали, и аспирантов выпустили на полгода раньше срока. Один год работал в Смоленске, с 1931 года — в НИИ языкознания при Наркомпросе (НИЯЗ); весной 1933 года НИЯЗ закрыли, так как он был базой группы «Языкофронт», с левых позиций выступавшей против марризма. Работал лаборантом в 1-го МГПИИЯ, с 1935 года — доцент на кафедре русского языка Мосгорпединститута.
С 1943 года преподавал на филологическом факультете МГУ, с 1960 года — на Отделении структурной и прикладной лингвистики. По совместительству в 1943—1960 годах работал в Институте русского языка. В 1947 году защитил докторскую диссертацию, с 1948 года — профессор.
Оставил воспоминания о детстве, юности и драматическом противостоянии «официальной» и «неофициальной» лингвистики в СССР.
Сын Владимир (1936—2014) — научный сотрудник и журналист, диссидент, автор книги-воспоминаний «История одной компании» (1995).
Умер в 1968 году. Похоронен на Востряковском кладбище.

## Научная деятельность
Один из создателей Московской фонологической школы и инициаторов развития африканистических исследований в СССР; при его поддержке образован сектор африканских языков Института языкознания АН СССР. Поддерживал также исследования в области структурной и математической лингвистики; один из участников семинара «Некоторые применения математических методов в языкознании», созданного в МГУ по предложению А. Н. Колмогорова.
Основная область научных исследований — историческая морфология русского языка и русская диалектология; автор популярного учебника по истории русского языка (совместно с академиком В. И. Борковским). Но и за пределами этой области его научные интересы были очень разнообразны, простираясь от машинного перевода и теоретической фонологии до финно-угорских и африканских языков. Начиная с 1930-х годов, опубликовал несколько работ по описанию согласовательной системы суахили, введя (впервые в русской грамматической традиции) в научный оборот термин «согласовательный класс»; впоследствии этот термин был перенесён А. А. Зализняком в описание согласовательной системы современного русского языка.

## Основные работы
Книги
- Яфетическая теория. — М., 1932;
- У истоков русской грамматической мысли. — М., 1958;
- Очерки исторической морфологии русского языка. — М., 1959;
- Русская диалектология. — 3-е изд.— М., 1960;
- О принципах изучения грамматики. Материалы к курсам языкознания. — М., 1961;
- Очерки по морфологии праславянского языка. — М., 1961;
- Борковский В. И., Кузнецов П. С. Историческая грамматика русского языка: Морфология. — 2-е изд. — М., 1965.

Статьи
- Опыт формального определения слова // Вопросы языкознания. 1964. № 5;

Публикации в изд.: Реформатский А. А. Из истории отечественной фонологии. М., 1970:
- - К вопросу о фонематической системе современного французского языка;
  - О фонологической системе сербохорватского языка;
  - К вопросу о фонологии ударения;
  - Об основных положениях фонологии;
  - О дифференциальных признаках фонем;
  - О качестве ударения как признаке отдельных слоговых фонем;
- Автобиография // Московский лингвистический журнал. 2003. № 7/1.